# ن. ت. ر: رهبر بزرگ
ن. ت. ر: رهبر بزرگ (به انگلیسی: NTR: The Great Leader) فیلمی محصول سال ۲۰۱۹ و به کارگردانی کریش است. در این فیلم بازیگرانی همچون نانداموری بالاکریشنا، نانداموری کالیان رام، رانا داگوباتی، ویدیا بالان، سومانت و ساچین خدکار ایفای نقش کرده‌اند.
این فیلم داستان زندگی ن. ت. راما رائو است. این فیلم دنباله فیلم ن. ت. ر: قهرمان است.